# Gradišče (gmina Kozje)
Gradišče – wieś w Słowenii, w gminie Kozje. W 2018 roku liczyła 41 mieszkańców.